# 佩德羅·普羅恩卡
佩德羅·普羅文萨（Pedro Proença，1970年11月3日—），葡萄牙足球裁判，同時也是一名財經顧問。他是歷史上首位在同一年間為歐洲足協盃、歐冠和歐洲國家盃決賽執法的球證。此外，他曾多次被評為年度最佳球證。

## 生平
普羅恩卡出生於里斯本。1998年起，他成為葡超的球證，並在2003年取得國際足協的國際裁判資格，得以為國際比賽裁決。翌年7月，他為歐洲U-19足球錦標賽的三場比賽執法，當中包括土耳其對西班牙的決賽。2007年5月，為葡萄牙盃決賽執法，這是他首次為國內盃賽的決賽裁決。同年9月，首次為歐冠的正賽執法，他所判決的比賽是PSV燕豪芬對莫斯科中央陸軍的分組賽。
2011年，普羅恩卡被葡萄牙足球協會選為年度最佳球證。在隨後的一年，他先後為歐洲足協盃和歐冠決賽執法。之後，又替當屆歐洲國家盃的三場分組賽、一場八強賽和西班牙對意大利的決賽執法，成為歷年來第一位在同年為歐洲足協盃、歐冠和歐洲國家盃決賽裁決的球證。2014年1月，他被國際足協納為2014年世界盃的球證之一。

## 資料來源
1. ↑  .   [2014-06-12]. （原始内容存档于2012-11-30）.
2. 1 2  Proenca named ref for euro fina （页面存档备份，存于）l